# Ghergheasa
Ghergheasa è un comune della Romania di 2 521 abitanti, ubicato nel distretto di Buzău, nella regione storica della Muntenia.
Il comune è formato dall'unione di 2 villaggi: Ghergheasa e Sălcioara.